# Berryz工房Single V Clips (2)
『Berryz工房Single V Clips ②』（日語：Berryz工房シングルVクリップス ②）是Berryz工房的第2張PV集。

## 收錄内容
1. Special Generation
2. 這是怎樣的戀愛 YOU KNOW?
3. 到21時為止的灰姑娘
4. 請愛我笑話100次
5. 請愛我笑話100次 （Close-up Ver.）

### 特典映像
- Dance Shot Ver.
- TV-SPOT （15/30sec.）
- 封面撮影風景

## 外部連結
- UP-FRONT WORKSディスコグラフィ